# نازک‌دهان‌ها
نازک‌دهان‌ها (نام علمی: Leptostomias) نام یک سرده از تیره اژدهاماهیان است.